# پوموری
پوموری (به نپالی:  पुमोरि) کوهی ۷٬۱۶۱ متری و هرمی‌شکل واقع در رشته‌کوه‌های هیمالیا است که در فاصلهٔ ۸ کیلومتری غرب کوه اورست در خومبو در مرز نپال با تبت قرار دارد. جورج مالوری، کوهنورد بریتانیایی، نام پوموری را که در زبان شرپایی به‌معنای «دختر ازدواج‌نکرده» است را به‌دلیل قرارگرفتن این کوه در سایهٔ اورست بر آن نهاد. همچنین صعودکنندگان گاه از پوموری با عنوان «دختر اورست» نام می‌برند.
پوموری یکی از قله‌های مورد علاقهٔ کوهنوردان است و گرهارد لنسر از گروه اکتشافی سوئیس-آلمان نخستین کسی بود که در سال ۱۹۶۲ این کوه را فتح نمود. امروزه مسیر صعود او به مسیر عادی معروف است. در بهار ۱۹۹۶ نیز دو کوهنورد چکی به نام‌های لئوپولد سولوفسکی و میخالک زدواک موفق به صعود از مسیری تازه در رُخ جنوبی کوه شدند.
ماه‌های سپتامبر، اکتبر و نوامبر بهترین زمان برای صعود به پوموری است. این کوه را به‌عنوان یکی از آسانترین قله‌ها برای صعود می‌شناسند با وجود این پوموری به‌دلیل بهمن‌خیز بودنش بسیار خطرناک است و شماری از کوهنوردان در هنگام صعود به آن جان خود را از دست داده‌اند.

## صعودهای مهم
- ۱۹۶۲ - نخستین صعود به پوموری توسط گرهارد لنسر از گروه کوهنوردی سوئیس و آلمان
- ۱۹۷۴ – صعود گروه کوهنوردی آلپاین اونپو (ژاپن) از مسیر تازهٔ «جبهه غربی»، مینورو تاکاگی و نوبویاکی کانکو در ۱۳ اکتبر به قله رسیدند.[۶]
- ۱۹۸۶ – هیروشی آئوتا و یوشیکی ساساهارای ژاپنی با صعود از مسیر تازهٔ «جبهه شرقی» پس از سه روز در ۳ دسامبر به قله رسیدند.[۷]
- ۱۹۸۶ – صعود تک‌نفرهٔ تاد بایبلر از «مسیر کاتالان ۱۹۸۵» در جبهه شرقی و رسیدن به قله در ۵ دسامبر.[۷]